# Clásica San Sebastián 2018
De 38e editie van de wielerwedstrijd Clásica San Sebastián werd gehouden op 4 augustus 2018. De wedstrijd maakt deel uit van de UCI World Tour 2018. De titelverdediger was de Pool Michał Kwiatkowski. Deze editie werd gewonnen door de Fransman Julian Alaphilippe.

## Deelnemende ploegen
| 18 UCI World Tour-ploegen | 18 UCI World Tour-ploegen | 18 UCI World Tour-ploegen | 4 wildcards                   |
| ------------------------- | ------------------------- | ------------------------- | ----------------------------- |
| AG2R La Mondiale          | EF Education First-Drapac | Mitchelton-Scott          | Burgos-BH                     |
| Astana                    | Groupama-FDJ              | Quick-Step Floors         | Caja Rural-Seguros RGA        |
| Bahrein-Merida            | Team Katjoesja Alpecin    | Team Sky                  | Cofidis                       |
| BMC Racing Team           | LottoNL-Jumbo             | Sunweb                    | Euskadi Basque Country-Murias |
| BORA-hansgrohe            | Lotto Soudal              | Trek-Segafredo            |                               |
| Dimension Data            | Movistar                  | UAE Team Emirates         |                               |
|                           |                           |                           |                               |
|                           |                           |                           |                               |

## Uitslag
| Plaats  | Naam               | Ploeg                  | Tijd     |
| ------- | ------------------ | ---------------------- | -------- |
| Winnaar | Julian Alaphilippe | Quick-Step Floors      | 6u03'45" |
| 2       | Bauke Mollema      | Trek-Segafredo         | z.t.     |
| 3       | Anthony Roux       | Groupama-FDJ           | + 16"    |
| 4       | Greg Van Avermaet  | BMC Racing Team        | z.t.     |
| 5       | Julien Simon       | Cofidis                | z.t.     |
| 6       | Rigoberto Urán     | Education First-Drapac | z.t.     |
| 7       | Jon Izagirre       | Bahrain-Merida         | z.t.     |
| 8       | Robert Gesink      | Team LottoNL-Jumbo     | z.t.     |
| 9       | Steven Kruijswijk  | Team LottoNL-Jumbo     | z.t.     |
| 10      | Antwan Tolhoek     | Team LottoNL-Jumbo     | z.t.     |

1981 · 1982 · 1983 · 1984 · 1985 · 1986 · 1987 · 1988 · 1989 · 1990 · 1991 · 1992 · 1993 · 1994 · 1995 · 1996 · 1997 · 1998 · 1999 · 2000 · 2001 · 2002 · 2003 · 2004 · 2005 · 2006 · 2007 · 2008 · 2009 · 2010 · 2011 · 2012 · 2013 · 2014 · 2015 · 2016 · 2017 · 2018 · 2019 · 2020 · 2021 · 2022 · 2023 · 2024
 Tour Down Under ·
 Great Ocean Road Race ·
 Ronde van Abu Dhabi ·
 Omloop Het Nieuwsblad ·
 Strade Bianche ·
 Parijs-Nice · 
 Tirreno-Adriatico · 
 Milaan-San Remo ·
 Ronde van Catalonië ·
 Gent-Wevelgem ·
 Dwars door Vlaanderen ·
 E3 Harelbeke ·
 Ronde van Vlaanderen ·
 Ronde van het Baskenland ·
 Parijs-Roubaix ·
 Amstel Gold Race ·
 Waalse Pijl ·
 Luik-Bastenaken-Luik ·
 Ronde van Romandië ·
 Eschborn-Frankfurt ·
 Ronde van Italië ·
 Ronde van Californië ·
 Critérium du Dauphiné ·
 Ronde van Zwitserland ·
 Ronde van Frankrijk ·
 RideLondon Classic ·
 Clásica San Sebastián ·
 Ronde van Polen ·
  BinckBank Tour ·
 Ronde van Spanje ·
 EuroEyes Cyclassics ·
 Bretagne Classic ·
 GP van Quebec ·
 GP van Montreal ·
 Ronde van Lombardije ·
 Ronde van Turkije ·
 Ronde van Guangxi